# Stanislaus National Forest

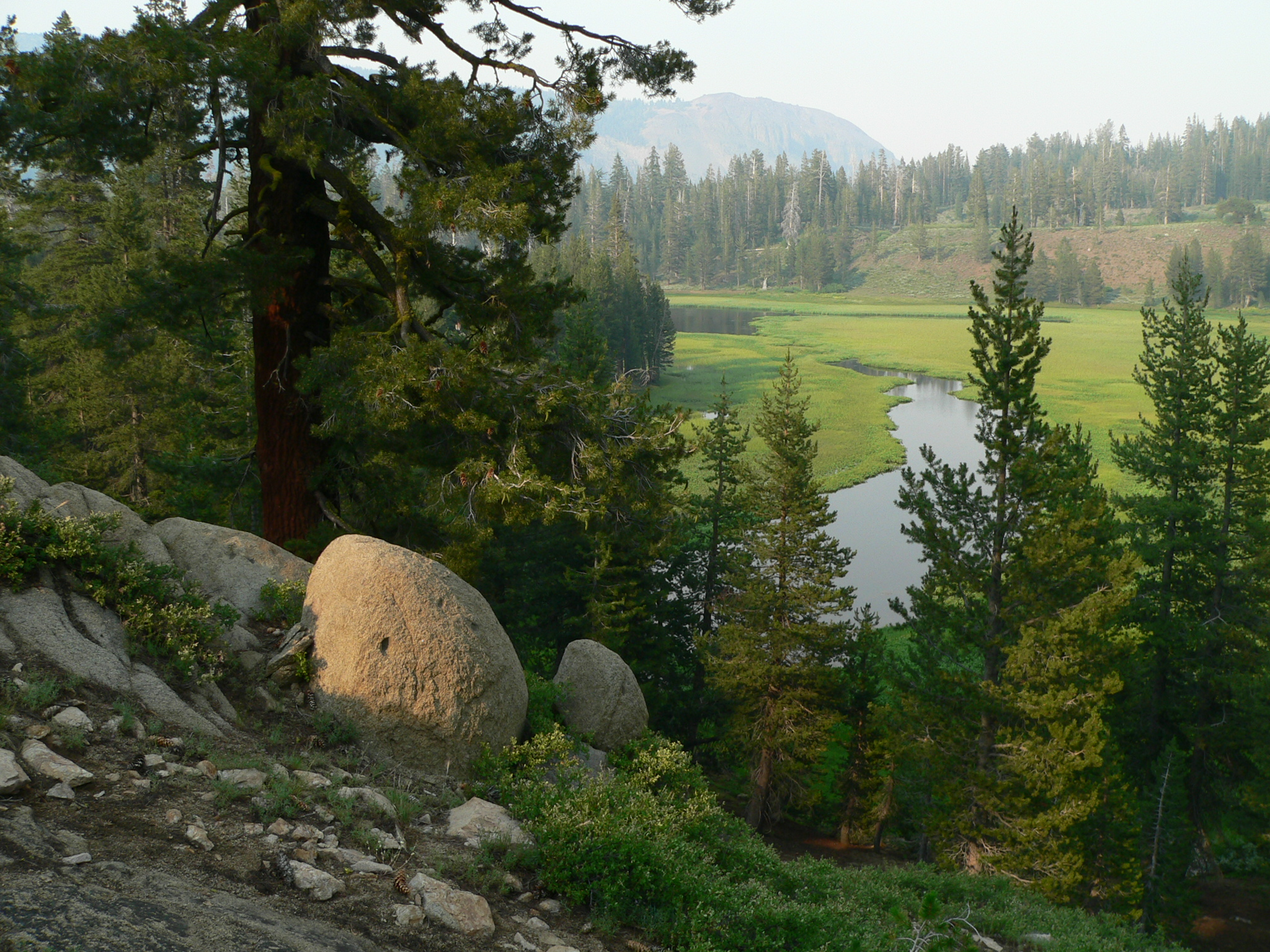
Halfmoon Lake im Calaveras Ranger District

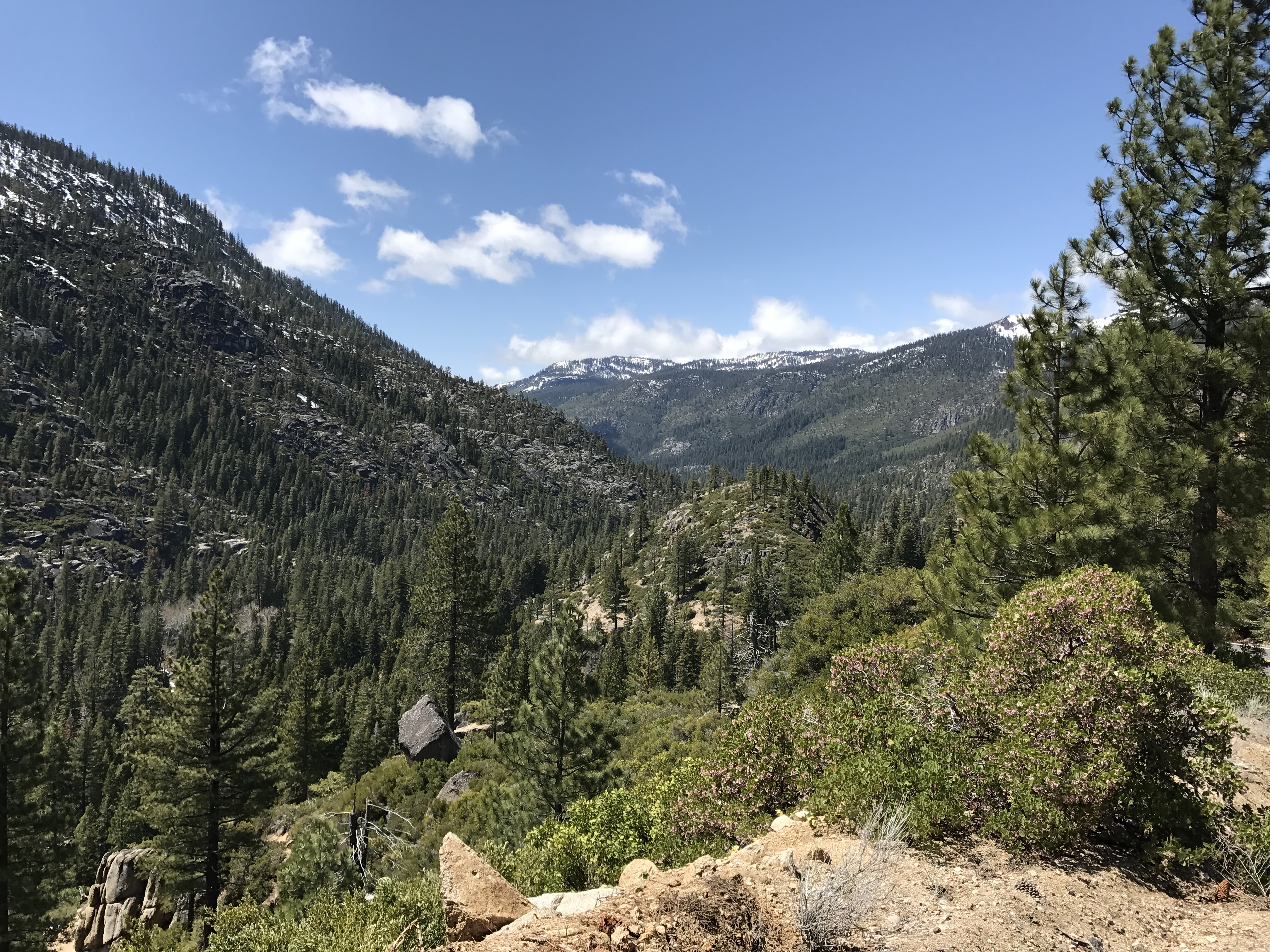
Bergansicht

Der Stanislaus National Forest ist ein Nationalforst in Kalifornien in den Vereinigten Staaten. Er umfasst eine Fläche von 3634,5 km² in der nördlichen Sierra Nevada. Das Gebiet wurde am 22. Februar 1897 gegründet, was es zu einem der ältesten National Forests der Vereinigten Staaten macht. Namensgebend ist der Stanislaus River, dessen Quellflüsse im Schutzgebiet entspringen.

## Beschreibung
Das Schutzgebiet liegt auf Höhen von etwa 450 m (1500 Fuß) bis 3350 m (11.000 Fuß), größtenteils im Tuolumne County und zu kleineren Teilen im Alpine County, im Mariposa County und im Calaveras County. Der Wald ist in vier Ranger-Distrikte unterteilt (Groveland District, Mi-Wok District, Summit District und Calaveras District).
Die Gegend ist geprägt durch die teils schneebedeckten Gipfel der Sierra Nevada, die von zahlreichen Seen, über 800 Meilen an Flüssen und Bächen und Nadelbaumwäldern umgeben sind. Neben dem Stanislaus River sind der Clavey River, der längste nicht durch Staudämme beeinflusste Fluss der Sierra Nevada und der Tuolumne River nennenswert.

## Lage und Umgebung
Der Stanislaus National Forest liegt in der nordwestlichen Sierra Nevada. Seine gesamte Ostseite sowie der Norden und Süden sind von weiteren Schutzgebieten umgeben. So liegt nördlich der Eldorado National Forest, nordöstlich und östlich der Humboldt-Toiyabe National Forest, im Süden der Yosemite-Nationalpark und der Sierra National Forest. Weiterhin liegen Wilderness Areas, also Schutzgebiete der höchsten Kategorie, die dauerhaft und gänzlich von menschlichen Einflüssen geschützt werden sollen, ganz oder teilweise auf dem Gebiet des Stanislaus National Forest. Die Emigrant Wilderness im Osten des Nationalforsts liegt gänzlich im Stanislaus National Forest. Die Carson-Iceberg Wilderness und  die Mokelumne Wilderness im Nordosten befinden sich jeweils nur zu Teilen im Staatsforstgebiet.

### Verkehr
Drei gut ausgebaute Highways führen durch das Gebiet: die California State Route 120 im Süden, der Sonora Pass (CA 108) und der Ebbetts Pass (CA 4) im Norden des Waldes. Westlich außerhalb des National Forest verläuft die California State Route 49 von Norden nach Süden und im Osten verläuft der U.S. Highway 395.

## Flora und Fauna
Die Vegetation wechselt von Wiesen und Eichenbeständen in tieferen Lagen hin zu gemischten Nadelbaumwäldern in den höheren Gebieten. Dort sind Sequoias, Küsten-Kiefern, Gelb-Kiefern, Zucker-Kiefern, Douglasien, Weiß-Tannen und Gemeine Fichten zu finden. In den Höhenlagen wird die Vegetation subaplin.
Im Schutzgebiet kommen ebenfalls beispielsweise Weißkopfseeadler, Wanderfalken oder Vielfraße vor.

## Geschichte
Die Gegend um den heutigen National Forest war vor Ankunft der ersten Europäer Heimat der Miwok-Indianer, die mit den Jahreszeiten von tieferen Gebieten in die höheren Lagen und zurück zogen. Während dem Goldrausch in Kalifornien war die Gegend sehr belebt durch Goldsucher, Minenarbeiter und andere Siedler. Es wurden mehrere Eisenbahnstrecken gebaut, um Holz aus dem Wald abzutransportieren. Spuren davon sind noch heute sichtbar.